# Oncerotrachelus pallidus
Oncerotrachelus pallidus är en insektsart som beskrevs av Barber 1922. Oncerotrachelus pallidus ingår i släktet Oncerotrachelus och familjen rovskinnbaggar. Inga underarter finns listade i Catalogue of Life.